# Беерот-Іцхак
32°02′34″ пн. ш. 34°54′32″ сх. д. / 32.042777777778° пн. ш. 34.908888888889° сх. д.
Беерот-Іцхак (івр. בְּאֵרוֹת יִצְחָק, «колодязі Іцхака») — релігійний кібуц в центральній частині Ізраїлю. Розташований поблизу міста Єгуд, входить до регіональної ради Хевель-Модіїн. У 2019 ньому проживало 414 осіб.

## Історія
Початково кібуц було засновано поблизу міста Газа групою (еврейських репатриантів) з окупованої Чехословаччини та нацистської Німеччини в 1943 році. Ці біженці були членами «Альянсу релігійних піонерів» («Бріт халуцім датіїм»). Назву вибрали на честь рабина Іцхака Нісанбойма, а також історії про пошуки патріархом Ісааком (Іцхаком) води в цій місцевості.
У 1947 році в селі проживало 150 осіб. Під час арабо-ізраїльської війни 1948 року кібуц зазнав серйозних втрат і був сильно пошкоджений єгипетською армією в битві біля Беерот-Іцхак, яка включала повітряне бомбардування. Згідно зі звітом Єврейського національного фонду, єгиптяни були витіснені з території і зазнали «сотень» втрат. Кібуц покинули, а будинки зруйнували. 1949 року відбулася спроба відновити кібуц на місці колишнього темплерського поселення Вільгема. 1952 року мешканці переїхали на територію біля міста Єгуд.

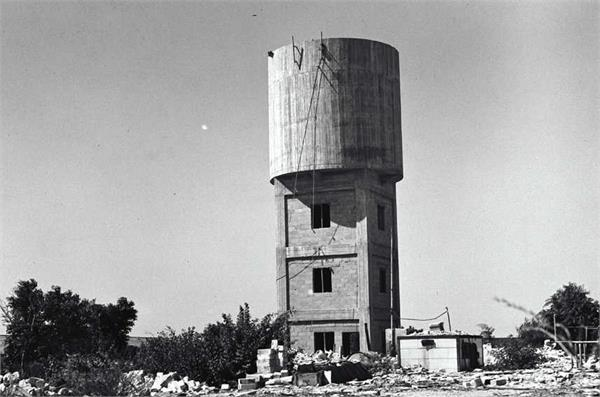
Беерот-Іцхак (1945)
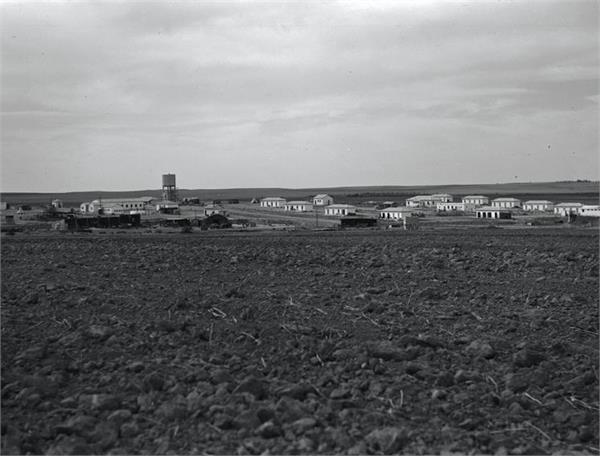
Беерот-Іцхак (1946)
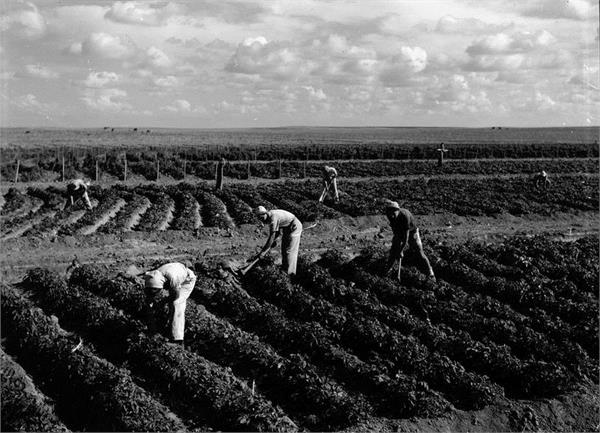
Беерот-Іцхак (1946)
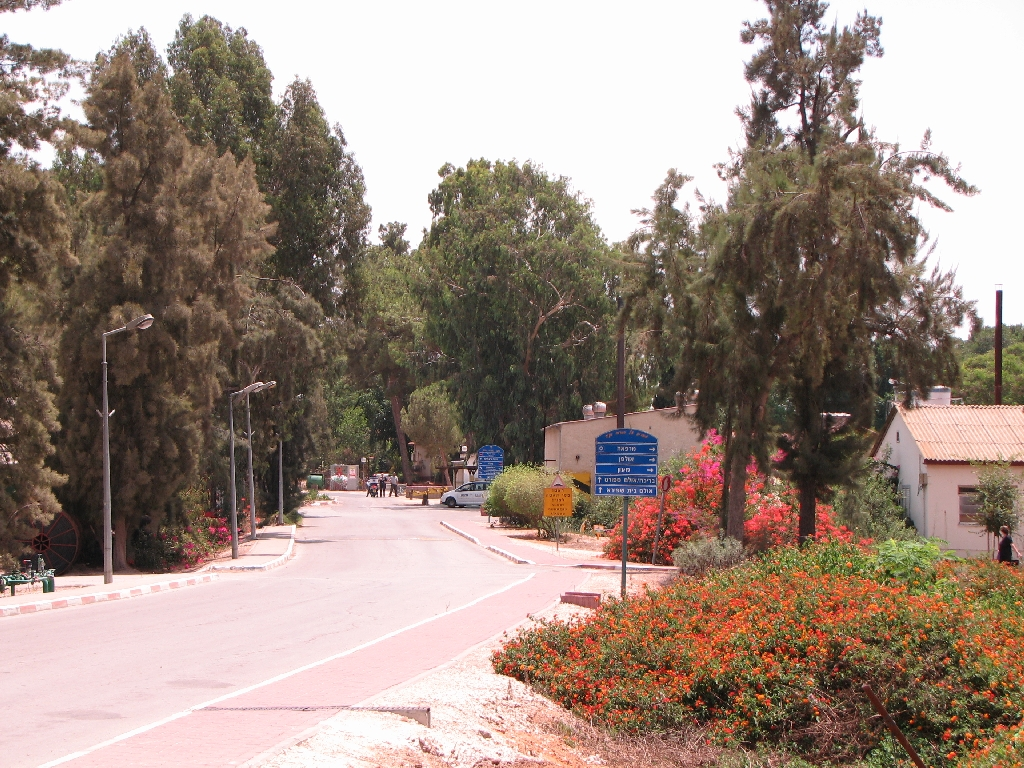
Беерот-Іцхак (2010)
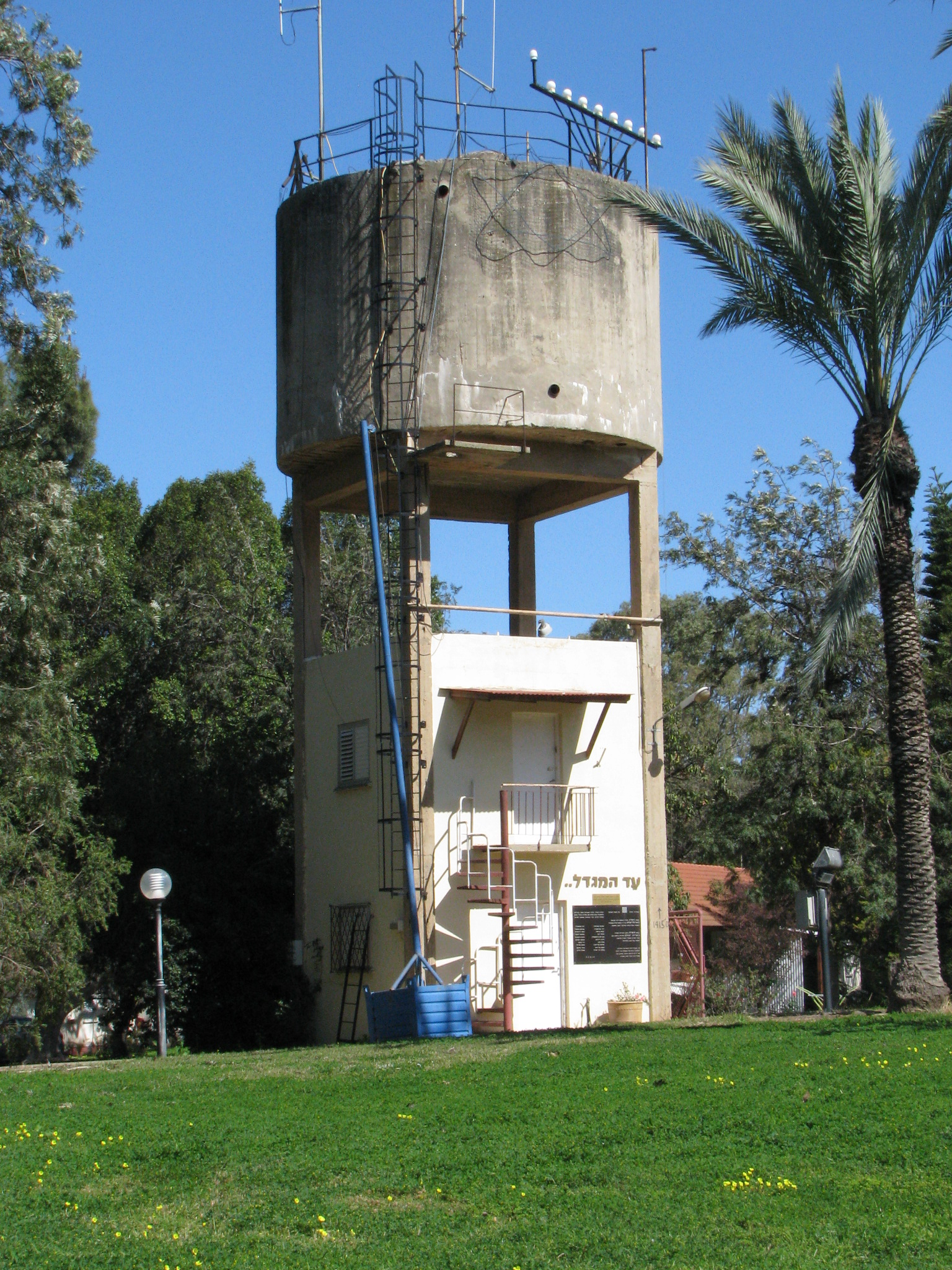
2015

## Виноски
1. ↑  "Population in the Localities 2019" (XLS). Israel Central Bureau of Statistics. Архів оригіналу за 2 грудня 2020. Процитовано 23.01.2022.
2. 1 2 3  Jewish National Fund (1949). Jewish Villages in Israel. Jerusalem: Hamadpis Liphshitz Press. с. 15.